# Herschel Greer Stadium
Le Herschel Greer Stadium est un stade de baseball situé à Nashville dans le Tennessee.
Depuis 1978, c'est le domicile des Sounds de Nashville, qui sont une équipe de baseball de niveau Triple-A en Ligue de la côte du Pacifique et affiliés avec les Brewers de Milwaukee de la Ligue majeure de baseball. Le Greer Stadium a une capacité de 10 139 places. Le stade fermé en 2014, comme les sons seront déplacera à First Tennessee Park en 2015.

## Événements
- Triple-A All-Star Game, 14 juillet 1994

## Dimensions
- Left field (Champ gauche): 327 pieds (99.7 mètres)
- Left-center: 371 pieds (113 mètres)
- Center field (Champ central): 400 pieds (121.9 mètres)
- Right-center: 371 pieds (113 mètres)
- Right field (Champ droit): 327 pieds (99.7 mètres)

## Galerie

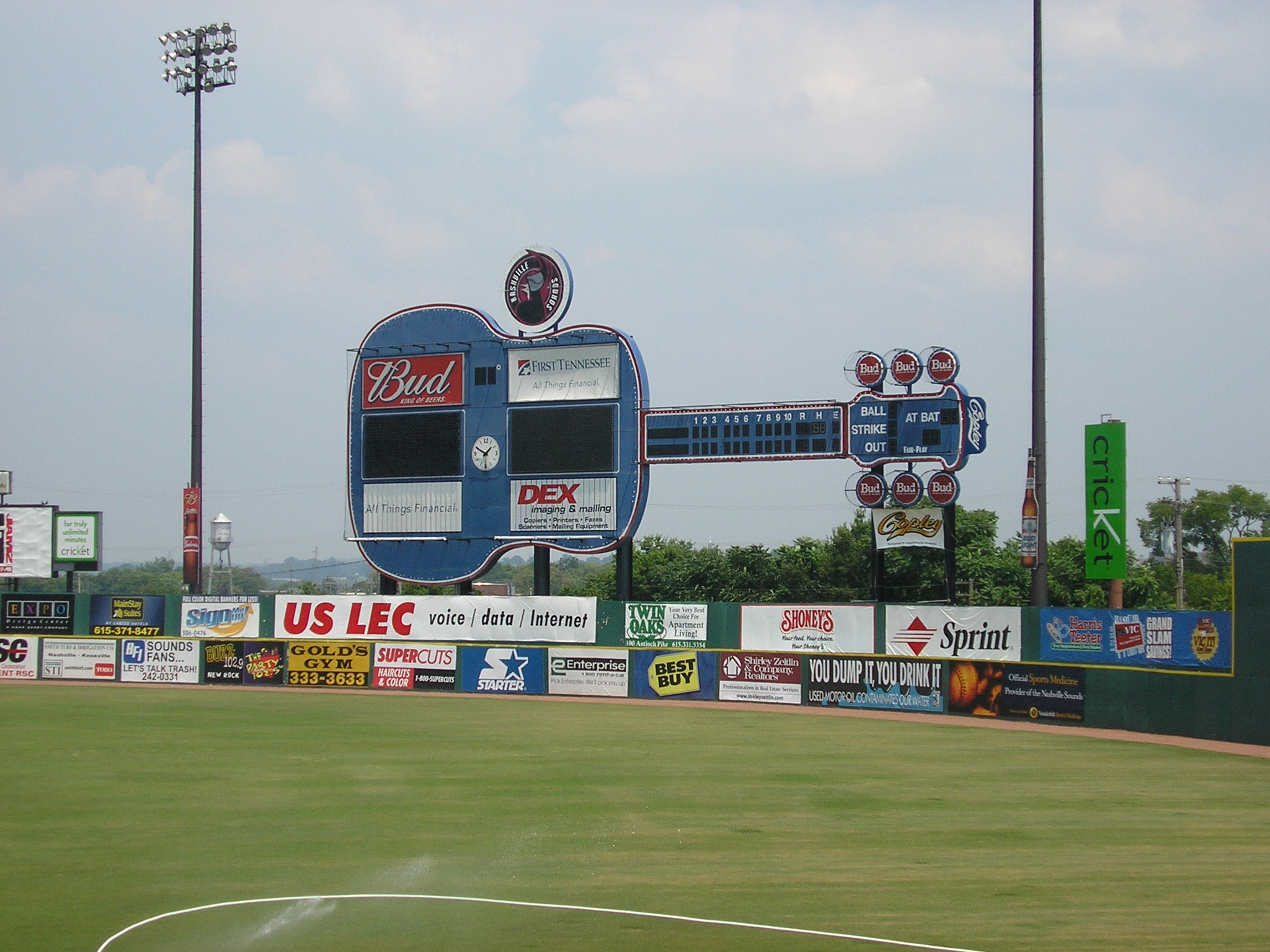
Tableau d'affichage